# Hervormde kerk (Tweede Exloërmond)
De hervormde kerk in Tweede Exloërmond werd gebouwd in 1938. De kerk staat aan het Zuiderdiep 150 in de Drentse plaats Tweede Exloërmond.

## Beschrijving
In 1894 werd de eerste hervormde kerk in Tweede Exloërmond gebouwd. In die tijd was de vader van de latere architect Klaas Prummel voorzitter van het kerkbestuur. Deze Jan Prummel, vervener maar tevens aannemer, zorgde ook voor de banken in de kerk. In 1916 werd Klaas Prummel al belast met de opdracht om het plan te maken het gebouw te vertimmeren. De naast de kerk gelegen pastorie werd door Prummel ontworpen in 1927. In 1932 kreeg hij de opdracht om een nieuw kerkgebouw te ontwerpen. Zes jaar later was er voldoende geld bijeen verzameld om een definitief ontwerp te maken. In die tijd was zijn jongste broer Jacob kerkvoogd. Prummel ontwierp deze kerk in een stijl verwant aan de Amsterdamse School. De kerk werd samen met een verenigingsgebouw in 1938 gebouwd en op 11 januari 1939 ingewijd.

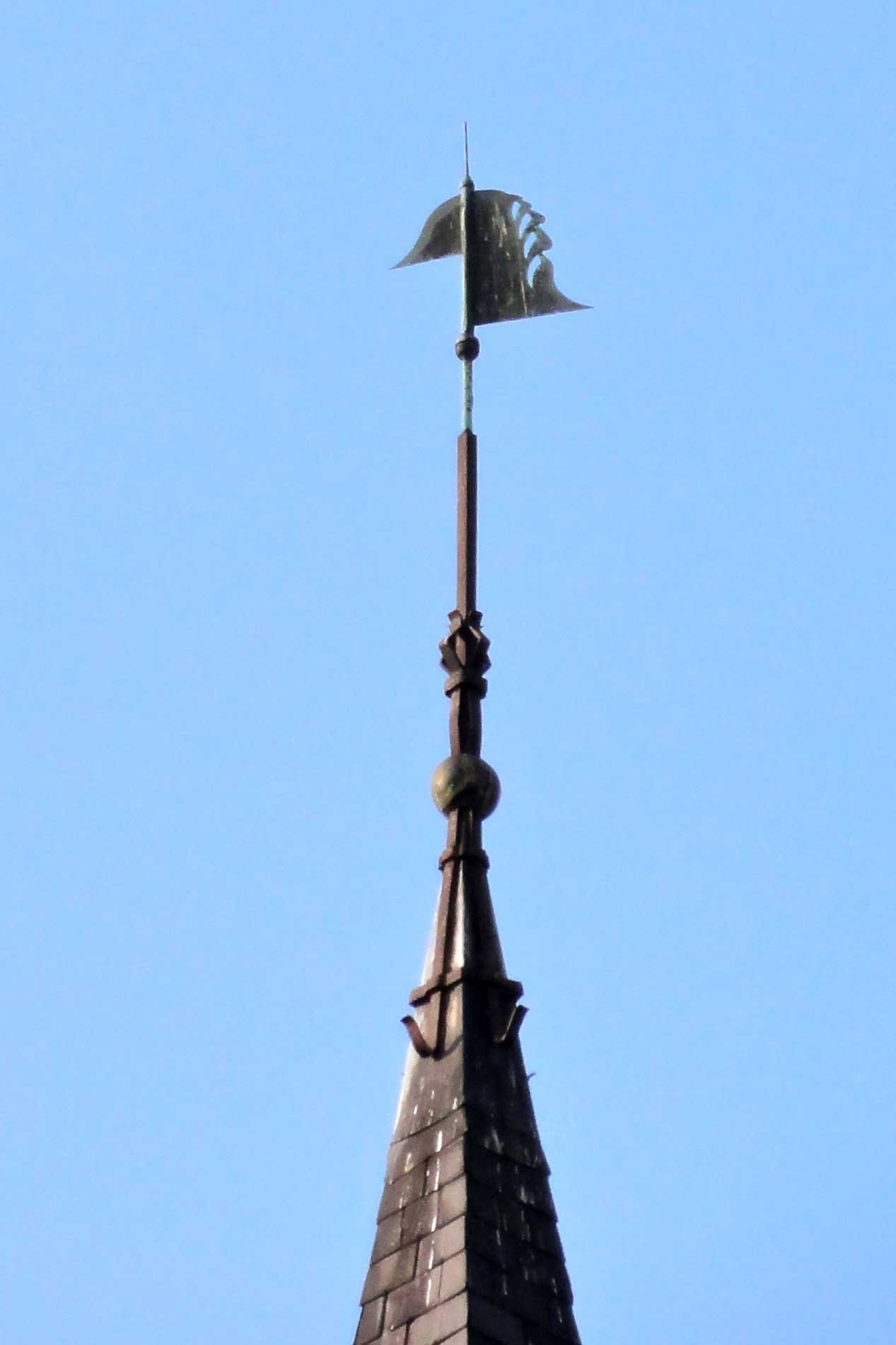
windvaan in de vorm van een helm op de torenspits van de kerk

Het uiteindelijke ontwerp van de kerk is grotendeels gelijk aan het eerste schetsontwerp uit 1932. Voor de toren ontwierp Prummel echter meerdere varianten. De variant waarvoor werd gekozen is een 29 meter hoge toren bekroond met een spits gedekt met blauwe leisteen. De toren is aan de voorzijde voorzien van vier tweedelige vensters recht boven elkaar. Daar weer boven bevindt zich een dubbele rij met galmgaten met vlak onder de torenspits een in het baksteen vormgegeven uurwerk. Boven op de toren staat een windvaan in de vorm van een helm. De ingang van de eenbeukige kerk bevindt zich rechts van de toren in een portiek afgedekt door een luifel. Ter weerszijden van het portiek bevinden zich paarsgewijs vier vensters. Boven de luifel zijn drie rijen van vier vensters met glas in loodramen. Zowel toren als kerk zijn gemaakt van geelgrijze baksteen. In de gevel zijn diverse baksteendecoraties verwerkt.
Ook het interieur van de kerk is door Prummel ontworpen. De originele tekeningen van zijn hand van onder andere het doopvont, de kansel, de banken, de trap en het tekstbord voor de psalmen zijn bewaard gebleven.